# Signalbehandling

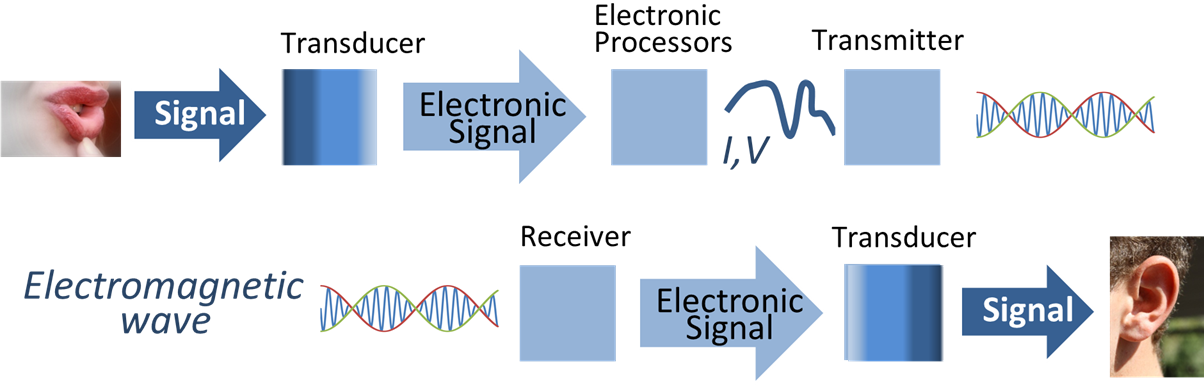
Signalbehandling vid telekommunikation.

Signalbehandling handlar om att representera, manipulera och transformera signaler och den information som signalerna innehåller med hjälp av matematiska metoder. Den har således mycket besläktat med den gren inom matematiken som behandlar stokastiska processer och filter.
Signalbehandling har väldigt många praktiska tillämpningar, inom dataöverföring (till exempel mobiltelefoni) och datalagring (till exempel CD, DVD) vilket inkluderar datakompression (till exempel MP3) men även inom tolkning av naturliga signaler till exempel inom seismografin och astronomin. Matematiskt bygger signalbehandling på signalteorin, som i sin tur bygger på statistiken och differential- och integralkalkylen.

## Kategorier av signalbehandling
De tre stora typerna av signalbehandling är
- Analog signalbehandling
- Signalbehandling i diskret tid (där tiden blivit kvantiserad)
- Digital signalbehandling
- OSI-modellen

## Några definitioner
Till en signal x(t) finns dessa saker definierade:
- signaleffekt: {\displaystyle x^{2}(t)}
- signalenergi: {\displaystyle \int _{-\infty }^{\infty }{|x(t)|^{2}}dt}[16]
- medelvärde: {\displaystyle 1/T\int _{0}^{T}{x(t)}dt}
- medelsignaleffekt: {\displaystyle M=1/T\int _{0}^{T}{|x(t)|^{2}}dt}[16]
- effektivvärde: {\displaystyle {\sqrt {M}}}